# Черняев, Пётр Андреевич
Пётр Андреевич Черняев (16 февраля 1924 — 11 января 2010) — участник Великой Отечественной войны, помощник командира взвода 229-го стрелкового полка (8-я стрелковая дивизия, 13-я армия, Центральный фронт), старший сержант. Герой Советского Союза.

## Биография
Родился в селе Хитрово (ныне — Малоархангельского района Орловской области) в семье крестьянина. Русский.
Окончил 7 классов в 1938 году. Работал в колхозе.
В Красной Армии с января 1943 года.
Особо отличился в бою за село Кошевка (Чернобыльский район Киевской области) на подступах к реке Припять. 25 сентября 1943 года старший сержант Черняев заменил выбывшего из строя командира взвода. 30 сентября 1943 вместе со взводом переправился через реку Днепр западнее Чернигова, участвовал в боях на плацдарме.
Командир стрелкового корпуса гвардии генерал-лейтенант Людников писал о своем отважном бойце:

«Старший сержант Пётр Андреевич Черняев своими действиями обеспечил войскам успешное форсирование реки Днепр западнее Чернигова. Достоин присвоения звания Героя Советского Союза.
 13 октября 1943 года».

После демобилизации старший сержант запаса Черняев жил и работал в городе Кизел Пермской области, затем переехал в город Пермь. Умер 11 января 2010 года. Похоронен в Перми.

### Освобождение деревни Кошевки
Эта высота господствовала над местностью. С неё противник хорошо видел наш передний край и подходы к нему. Наши артиллеристы не раз обрушивали на неё мощный огонь. Несколько раз «илы» штурмовали высоту, но гитлеровцы вновь восстанавливали оборонительные сооружения.
В штабе 229-го стрелкового полка приняли решение овладеть высотой. Но сделать это малыми силами, ударом взвода автоматчиков с тыла. Выбор пал на взвод, которым командовал Пётр Черняев. Глубокой ночью бойцы взвода покинули наш передний край. Перед рассветом очутились на заболоченном месте за линией фронта. Там и переждали. Поздним вечером обошли деревню Кошевка, притаились в кустарнике, около которого проходил ход сообщения на высоту. Возле него маячил часовой.
К ночи постовых стало двое. Их сняли без шума. Оставив здесь на всякий случай пятерых солдат, Пётр Черняев по ходу сообщения повёл остальных на высоту. Дальше ход раздваивался, вёл в две траншеи. Здесь пришлось снять ещё одного часового. На высоте оказалось пять блиндажей и два наблюдательных пункта. Их забросали гранатами. Потом уничтожили уцелевших гитлеровцев. Взвод захватил восемь пулемётов, два миномёта и несколько десятка автоматов. Все пулемёты и автоматы быстро приспособили для обороны.
В ту же ночь немцы начали контратаковать, но, встреченные пулемётным огнём, откатились обратно. Перед рассветом они обстреляли высоту из миномётов и орудий. Во время обстрела Пётр Черняев отвёл своих стрелков за высоту и сообщил в штаб о месте расположения немецких батарей. Их тут же подавили советские артиллеристы. Гитлеровцы пытались вернуть высоту при поддержке танков, но это им не удалось — наши артиллеристы поставили заградительный огонь.
Полк начал наступление. Пётр Черняев корректировал огонь артиллерии. Он сообщал, где у фашистов накапливаются силы для контратак, откуда приходят резервы, где группируются танки. В полдень Кошевка была освобождена.

## Награды
- Герой Советского Союза, Указ от 16 октября 1943 года; Медаль «Золотая Звезда» (№ 8282);
- орден Ленина;
- орден Отечественной войны 1 степени;
- медали.